# M/S Isabelle
M/S Isabelle je ro-ro brod/putnički brod hrvatske proizvodnje. Izgrađen je u Brodosplitu, u Brodogradilištu specijalnih objekata. IMO broj mu je 8700723. MMSI broj je 275430000. Plovi pod latvijskom zastavom. Matična mu je luka Riga. Putnički je brod za kružna putovanja.
Pozivni znak je YLEZ.
Brodovi blizanci su M/S Amorella, M/S Gabriella i M/S Crown Seaways, svi izgrađeni u splitskom brodogradilištu.
Isabelle je do 22. travnja 2013. nosila ime Isabella i plovila je pod finskom zastavom.

## Karakteristike
Sagrađen kao novogradnja br. 357 za finskog naručitelja SF Line AB iz Mariehamna, dio Viking Lineova konzorcija. Drugi je od dvaju ugovorenih brodova za finskog naručitelja, a od četiriju brodova blizanaca. Brod je kao i godinu dana prije predani prethodnik bio ponos grada kad je porinut i sveopća gradska tema mjesecima uoči izgradnje.
Brod može primiti skoro dvije tisuće putnika i četiristo vozila, što je bio vrhunac u ono vrijeme. Opremljen je raskošnim kabinama, konferencijskim dvoranama, prodavaonicama, malim ugostiteljskim objektima (barovi i restorani), dječjim igraonicama i kasinom. Američki časopis Maritime Reporter & Engineer News brod je proglasio najsjajnijim brodom godine (Most Outstanding Ship of the year). Kad je izgrađena, imala je 4105 dwt. Bruto-tonaže (gross tonage) je 35154 tone, a nosivosti 4105 tona (poslije 3680) dwt. Gaz je 6,40 metara.
Isabella je dio niza Brodosplitovih brodova za prijevoz osoba i prometala za baltičke kompanije Viking Line i Sealink, koje je američki pomorski časopis Maritime Reporter and Engineering News nagradio nazivom brod godine (Ship of the Year) - Amorellu za 1988., Isabellu (primijenila ime u Isabelle) za 1989. i Frans Suell (promijenila ime u Gabriella) za 1992. godinu.

## Vanjske poveznice
- Brodosplit Galerija: Isabella
- Isabelle - Ro-Ro/Passenger Ship, MarineTraffic